# Latin Kings

La bandiera dei Latin Kings

I Latin Kings (spesso chiamati anche Latinos o ALKQN) sono una delle gang più diffuse nel mondo, i cui membri sono nella maggior parte giovani latino-americani. La gang è stata creata nel 1940 nella città di Chicago e aveva come principale scopo quello di aiutare i latino-americani immigrati negli Stati Uniti alla ricerca di un futuro migliore. I membri si riconoscono per l'utilizzo ricorrente dei colori oro e nero nel loro abbigliamento (bandane, camicie, scarpe); il simbolo di riconoscimento della gang è la corona.

## Storia

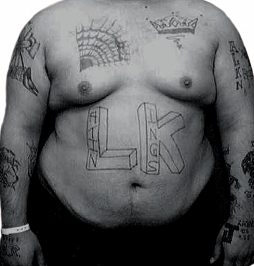
I tatuaggi di un membro dei Latin Kings

Nel 1986 il gruppo fu trasformato grazie a Luis Felipe, membro della gang e oggi conosciuto come King Blood. Nel suo manifesto dell'Almighty Latin Kings and Queens Nation (ALKQN) sono scritte le insegne, usi, rituali, modi e comportamenti dei membri dell'appena nata gang latino-americana.
A differenza delle altre gang, i Latin Kings hanno una sorprendente struttura gerarchica. Al vertice della piramide si trova il Re, la persona incaricata delle decisioni; da lui si discende verticalmente fino a raggiungere la base, nella quale si trovano i soldati o membri normali.
In aggiunta a ciò, ci sono Re di prima, seconda, terza fascia, la qual cosa rende la struttura dei Latin Kings molto più simile a una vera e propria organizzazione mafiosa rispetto a tutte le altre gang conosciute. 
Attualmente nella città di New York la presenza di questa gang è sempre maggiore, e i paesi di provenienza più comuni dei membri sono Ecuador, Perù, Porto Rico e Repubblica Dominicana.
Per entrare in questa gang bisogna superare i «3.60»: 4 minuti in cui, dai due ai quattro componenti della banda, devono picchiare il nuovo arrivato. Se è un uomo, sarà picchiato dai componenti della gang dello stesso sesso, se invece è una donna, dalle componenti donne.
Durante la storia della gang si sono formati schieramenti diversi, divisi in pacifici e violenti. È ovvia la differenza tra questi due schieramenti: mentre quelli pacifici hanno come principale scopo quello di aiutare la propria gente e usare la forza solamente quando lo si ritiene indispensabile, quelli più violenti usando la forza e la sopraffazione, svolgono attività illegali come il traffico di droga e armi, rapine e altri atti illeciti. Entrambi gli schieramenti tuttavia, sentendosi fieri della propria cultura, ostentano un tipo di patriottismo latino-americano che li rende coesi contro le altre gang.

## Struttura organizzativa

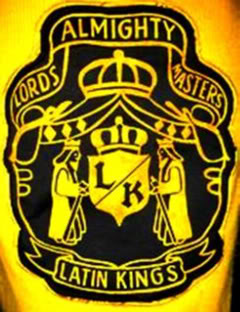
Il simbolo dei Latin Kings

I Latin Kings hanno una struttura organizzativa gerarchica. Sono divisi in numerosi "capitoli" o "tribù" in tutti gli Stati Uniti, i quali a loro volta aderiscono a un sistema regionale, statale e nazionale. Gli ufficiali sono supportati da un "Consiglio delle corone" dei 5 membri del Consiglio delle corone. Il Consiglio stabilisce norme e regolamenti e tiene audizioni disciplinari. 
Più in alto nella gerarchia troviamo i avei ufficiali regionali e infine due "Incas" regionali supremi con sede a Chicago. I capi di tutta l'organizzazione criminale sono noti come "coronas". Nel 2004 un detective in pensione disse: "Quando li paragoni ad altre bande di strada come i Bloods e i Crips, nessuno si confronta con l'organizzazione dei Latin Kings".

### Disciplina
Quando un membro ritiene che un altro membro abbia violato un regolamento, avvia il processo disciplinare presentando un Modulo per le procedure di violazione. Questo modulo include una varietà di informazioni sull'accusa, inclusa la violazione, la dichiarazione dell'accusato, i membri presenti o altri testimoni. Se il membro viene ritenuto colpevole della violazione durante l'udienza della Corona, può essere soggetto a una serie di sanzioni a seconda della gravità del reato:
Punizioni non corporali:
- Libertà vigliata: per un periodo compreso tra due settimane e due mesi, può essere imposta in aggiunta ad altre punizioni
- Multa: possono anche essere usate come modo per recuperare le spese di proprietà di una banda quando viene distrutta o persa da un membro
- Recessione: il membro è privato di grado e titoli, è improbabile che risalga al livello precedente
- Sospensione: il membro è privato di tutti gli uffici e doveri, non è consentito indossare i colori ed è indirizzato come un principiante

Punizioni corporali:
- BOS: (beat on sight, in italiano "pestare a prima vista" ) pestaggio di durata indeterminata
- Fisico di tre minuti: pestaggio di tre minuti di almeno tre membri
- Fisico di cinque minuti: pestaggio di cinque minuti di cinque membri
- TOS: (terminate on sight, in italiano "terminare a prima vista") morte

### Simboli caratteristici
I colori dei Latin Kings sono il nero e l'oro. I segni delle bande consistono in una "corona sacra" a cinque o tre punti, scritti delle abbreviazioni di LK, ALK, ALKN, ALKQN (o delle parole intere) e disegni del Leone o del Re Maestro. Il simbolismo dei Latin Kings è solitamente accompagnato dal nome e dal numero della tribù, della regione o della città della banda. I Latin Kings sono membri dell'alleanza della People Nation e si oppongono quindi alla Nation folk.

## King Motherland Chicago Latin Kings

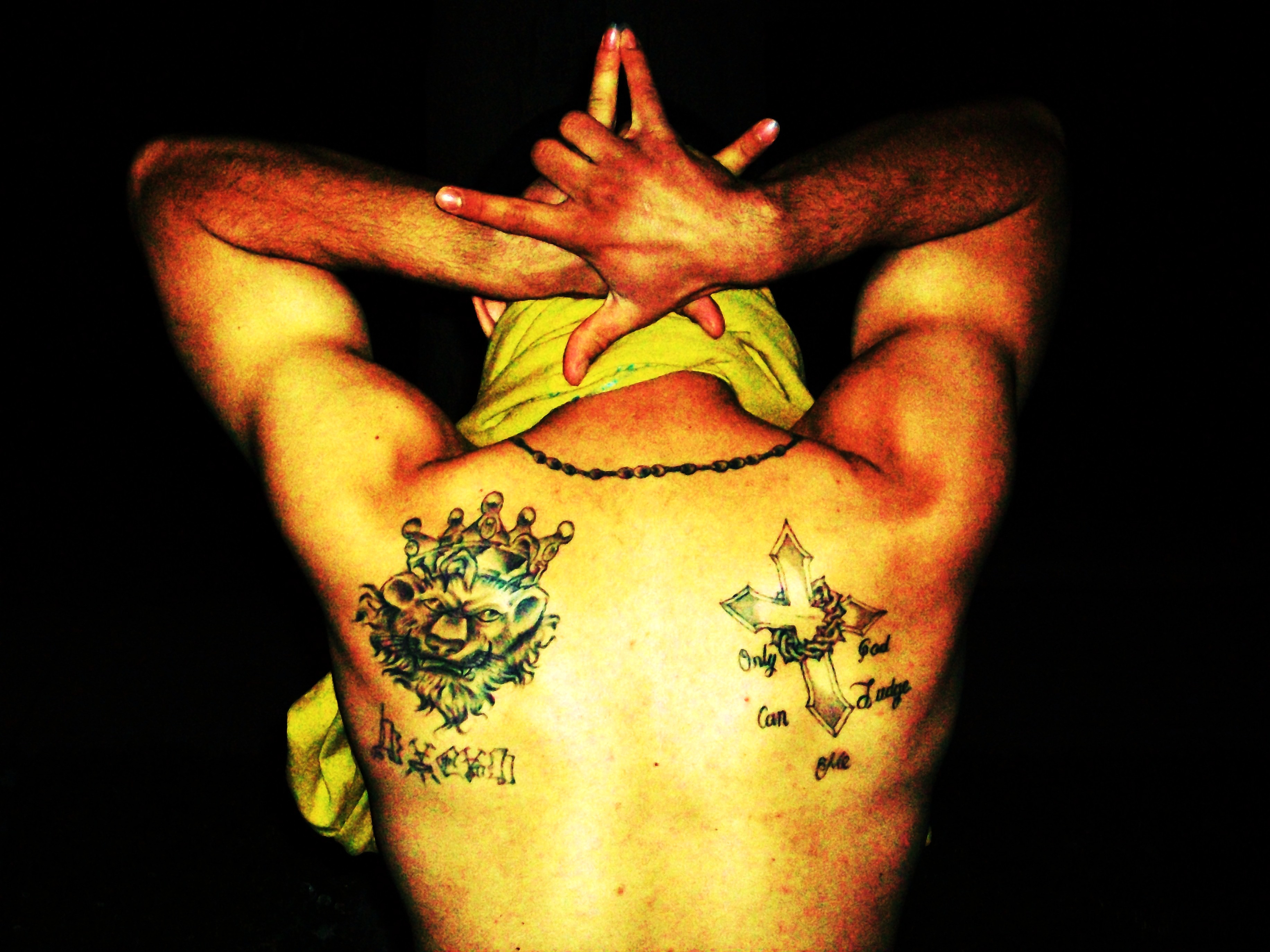
I tatuaggi di un Latin King, un leone con una corona. E rappresenta la stella a cinque punte con le sue mani, che sta per "Onnipotente"

La fazione di Chicago dei Latin Kings è riconosciuta come la più grande gang ispanica di strada negli Stati Uniti e una delle più grandi gang di strada con base a Chicago. La loro più grande appartenenza è negli Stati Uniti, a differenza della banda MS-13 e della 18ª strada, la cui più grande appartenenza esiste in America centrale e meridionale. La banda ha più di 25.000 membri nella sola città di Chicago e ha organizzato capitoli in 41 stati e diversi paesi latinoamericani ed europei, tra cui Messico, Spagna, Repubblica Dominicana, Cuba, Canada, Italia, Porto Rico, Portogallo, Brasile, Ecuador, Perù, Regno Unito e altri.

## Massachusetts
L'operazione Dethrone è stata un'indagine della Task Force Gang del Western Massachusetts, composta dall'FBI, dal dipartimento di polizia di Chicopee, dal dipartimento dello sceriffo della contea di Hampden, dal dipartimento di polizia di Holyoke, dalla polizia di stato del Massachusetts, dal dipartimento di polizia di Springfield e dal dipartimento di polizia di West Springfield. La prima fase dell'indagine, seguita al capitolo Lawrence dell'ALKQN, è stata convertita in un caso organizzato della Task Force Enforcement Drug Enforcement Task Force e High Intensity Drug Trafficking che coinvolge numerose forze dell'ordine federali, statali e locali. Dopo la significativa rottura di Lawrence capitolo del febbraio 2004, le informazioni fornite dagli imputati che hanno collaborato hanno portato alla significativa interruzione del capitolo di Springfield nel giugno 2005. 57 membri di ALKQN sono stati incriminati. 
Il 6 dicembre 2019 più di 45 membri dei Latin Kings (sospetti), tra cui il suo leader Michael Cecchetelli, sono stati arrestati dall'FBI e da altre agenzie statali e locali, in Massachusetts.

## Latin Queens
Mentre originariamente si pensava che i Latin Kings fossero un'organizzazione maschile, alla fine iniziarono a reclutare anche le donne. Le Latin Queens costituivano la femmina regina Anubi e regina Maat dell'ALKQN.
Le Latin Queens danno importanza al rispetto di sé, all'indipendenza e all'autonomia personale, al sostegno familiare, all'identità etnica. Molte di loro erano state tossicodipendenti o trascurate da famiglie, coniugi e partner. I sociologi che studiano le Latin Queens hanno osservato i diversi metodi in cui entrambi i gruppi tentano di "recuperare e regolare" i loro ambienti. Si ritiene che le Latin Queens si concentrino maggiormente sulle questioni relative allo spazio privato, come la vita domestica, la protezione e il nutrimento dei loro corpi, mentre i Latin Kings sono più interessati agli spazi pubblici nelle proprie comunità. 
L'evoluzione di ALKQN è stata vista da fonti esterne come aiutata dall'aggiunta e dal ruolo maggiore in cui hanno giocato la regina Loki e la regina Vailor, esponendo l'ALKQN a una gamma più ampia di sostenitori di classe diversa da quanto sarebbe stato possibile prima della loro integrazione. In paesi come la Spagna, le Latin Queens stanno contribuendo a legittimare l'ALKQN attraverso l'integrazione con programmi sponsorizzati dal governo. In Catalogna, le 200 persone tra cui la regina tragedia e il re Zeus e il resto della tribù dei ALKQN furono designate come Associazione culturale dei Latin Kings e delle Latin Queens della Catalogna.